# نانوا ۲۵۴۹
سیارک ۲۵۴۹ (به انگلیسی: 2549 Baker، نامگذاری:1976UB) دو هزار و پانصد و چهل و نهمین سیارک کشف شده‌است که در ۲۳ اکتبر ۱۹۷۶ کشف شد.
قدر مطلق سیارک برابر ۱۲٫۷۰ است.